# The Clock (2010)
Pour les articles homonymes, voir The Clock.
The Clock est une installation vidéo de Christian Marclay, créée en 2010.

## Description
The Clock est un montage vidéo de 24 h, constitué de milliers de séquences cinématographiques ou télévisées liées au temps. Il s'agit dans les faits d'une horloge : toutes les scènes contiennent une indication de l'heure (par exemple, une montre, une alarme ou un dialogue) et sont synchronisées avec l'heure de la projection. En d'autres termes, lorsqu'une horloge indique 15:32 dans le film, il est également 15:32 à la montre du spectateur.

## Projections
The Clock a été projeté dans les espaces suivants :
- 2025 au Kunstmuseum Stuttgart
- 2021 à la fondation Luma Arles, Arles, France
- 5 mars 2015 au 19 avril 2015 au Museu Coleção Berardo, Lisbonne, Portugal[1].
- 4 juillet au 15 septembre 2014[2] - Centre Pompidou Metz, Metz, France
- 17 mai au 2 juillet 2014 - MNAM (Musée National d'Art Moderne - Centre Pompidou), Paris, France
- 22 février au 20 avril 2014 - MAC (Musée d'Art Contemporain), Montreal, Canada
- 11 octobre 2013 au 5 janvier 2014 - Winnipeg Art Gallery, Winnipeg, Manitoba
- 6 avril au 2 juin 2013 - San Francisco Museum of Modern Art, San Francisco, California, USA
- 7 janvier au 7 avril 2013 - Wexner Center for the Arts, Columbus, OH
- 21 décembre 2012 au 21 janvier 2013 : MoMA, New York, États-Unis
- 21 septembre au 25 novembre 2012 : The Power Plant, Toronto, Canada
- 29 mars au 3 juin 2012 :musée d'art contemporain, Sydney, Australie
- 24 au 25 mars 2012 : musée d'art du comté de Los Angeles, Los Angeles, États-Unis
- 10 février au 25 mars 2012 : musée des beaux-arts du Canada, Ottawa, Canada[3]
- 16 septembre au 31 décembre 2011 : musée des beaux-arts, Boston, États-Unis
- 3 au 5 septembre 2011 : centre Pompidou, Paris, France
- 23 août au 20 octobre 2011 : musée d'Israël, Jérusalem, Israël
- 6 août au 6 novembre 2011 : musée d'art, Yokohama, Japon
- 4 juin au 27 novembre 2011 : Arsenal de Venise, Venise, Italie
- 26 mai au 31 juillet 2011 - Musée d'art du comté de Los Angeles, Los Angeles, États-Unis
- 16 février au 17 avril 2011 : Hayward Gallery, Londres, Royaume-Uni
- 21 janvier au 19 février 2011 : Paula Cooper Gallery, New York, États-Unis
- 15 octobre au 13 novembre 2010 : White Cube, Londres, England

## Réception
The Clock a été décrit comme « addictif » et « hypnotique »[réf. nécessaire]. The Guardian l'a appelé « un chef-d'œuvre de notre époque ». Dans The New York Review of Books, Zadie Smith déclare que The Clock « n'est ni bon ni mauvais, mais sublime ». Newsweek a nommé Marclay comme étant l'un des dix artistes contemporains les plus importants.
En 2011, lors de la 54e Biennale de Venise, Christian Marclay s'est vu décerner le Lion d'or du meilleur artiste pour The Clock. En acceptant la récompense, Marclay a évoqué Andy Warhol en remerciant le jury « de donner à The Clock ses quinze minutes de célébrité ».